# Pixelmator
Pixelmator – program graficzny przeznaczony do tworzenia i obróbki grafiki rastrowej dla systemu macOS i iOS. Jest pierwszym komercyjnym programem graficznym obsługującym format WebP.
Program wykorzystuje Core Image oraz OpenGL, które używają karty graficznej do przetwarzania obrazu.

## Historia wersji
| Wersja | Nazwa kodowa | Data wydania     | Zmiany |
| ------ | ------------ | ---------------- | --- |
| 1.0    | Firestarter  | 25 września 2007 | Pierwsze wydanie zostało wydane w cenie 59 dolarów. Wersja beta została wydana 16 sierpnia. Początkowo twórcy ogłosili publiczną wersję beta, ale później postanowili publikować wersje beta tylko zamkniętej grupie testerów.                                                                                  |
| 1.1    | Kitten       | 6 grudnia 2007   | Ponad 100 nowych filtrów, obsługa filtrów firm trzecich, obsługa tabletów |
| 1.2    | Draftsman    | 12 maja 2008     | Dodanie nowych funkcji. |
| 1.3    | Tempo        | 4 listopada 2008 | Ulepszenie stabilności i pracy z dużymi obrazami, nowe funkcje, poprawki barw i nasycenia, podgląd na żywo, obsługa języka francuskiego i hiszpańskiego obok angielskiego i niemieckiego. |
| 1.4    | Sprinkle     | 23 lutego 2009   | Nowy silnik, zaawansowane funkcje tworzenia pędzli, obsługa pędzli Adobe Photoshop. |
| 1.5    | Spider       | 8 września 2009  | Możliwość zapisania pliku do Internetu, wysyłanie do poczty lub iPhoto, przycinanie, obsługa języka włoskiego, obsługa Mac OS X 10.6. Wersja 1.5.1: Poprawki pędzli |
| 1.6    | Nucleus      | 13 lipca 2010    | Integracja z Image Capture do importowania zdjęć z aparatów fotograficznych i skanerów. Pełna obsługa systemów 64-bitowych, głębsza integracja z Mac OS X 10.6, co oznacza, że starsze wersje nie są obsługiwane. Wersja 1.6.1: ulepszenie przeglądania i organizacji zdjęć. Wersja 1.6.2: Obsługa formatu WebP |